# Пруссі
Пруссі́ (фр. Proussy) — колишній муніципалітет у Франції, у регіоні Нормандія, департамент Кальвадос. Населення — 406 осіб (2011).
Муніципалітет був розташований на відстані близько 220 км на захід від Парижа, 36 км на південь від Кана.

## Історія
До 2015 року муніципалітет перебував у складі регіону Нижня Нормандія. Від 1 січня 2016 року належав до нового об'єднаного регіону Нормандія.
1 січня 2016 року Пруссі, Ла-Шапель-Анжербо, Конде-сюр-Нуаро, Лено, Сен-Жермен-дю-Кріу i Сен-П'єрр-ла-В'єй було об'єднано в новий муніципалітет Конде-ан-Норманді.

## Демографія
Динаміка населення (Insee ):
Розподіл населення за віком та статтю (2006):
| Стать | Всього | До 15 років | 15-24 | 25-44 | 45-64 | 65-85 | Понад 85 |
| --- | ------ | ----------- | ----- | ----- | ----- | ----- | -------- |
| Чоловіки | 179    | 16          | 20    | 60    | 63    | 16    | 4        |
| Жінки | 220    | 60          | 24    | 44    | 56    | 32    | 4        |
| \| Статево-вікова піраміда \| Статево-вікова піраміда \| Статево-вікова піраміда \| \| ----------------------- \| ----------------------- \| ----------------------- \| \| Чоловіки \| Вік \| Жінки \| \| 4 \| 85 + \| 4 \| \| 4 \| 80-84 \| 8 \| \| 8 \| 75-79 \| 4 \| \| 0 \| 70-74 \| 16 \| \| 4 \| 65-69 \| 4 \| \| 8 \| 60-64 \| 4 \| \| 8 \| 55-59 \| 12 \| \| 43 \| 50-54 \| 28 \| \| 4 \| 45-49 \| 12 \| \| 20 \| 40-44 \| 8 \| \| 24 \| 35-39 \| 20 \| \| 0 \| 30-34 \| 12 \| \| 16 \| 25-29 \| 4 \| \| 20 \| 20-24 \| 16 \| \| 0 \| 15-20 \| 8 \| \| 4 \| 10-14 \| 16 \| \| 8 \| 5-9 \| 24 \| \| 4 \| 0-4 \| 20 \| |        |             |       |       |       |       |          |
| Статево-вікова піраміда |        |             |       |       |       |       |          |
| Чоловіки | Вік    | Жінки       |       |       |       |       |          |
| 4 | 85 +   | 4           |       |       |       |       |          |
| 4 | 80-84  | 8           |       |       |       |       |          |
| 8 | 75-79  | 4           |       |       |       |       |          |
| 0 | 70-74  | 16          |       |       |       |       |          |
| 4 | 65-69  | 4           |       |       |       |       |          |
| 8 | 60-64  | 4           |       |       |       |       |          |
| 8 | 55-59  | 12          |       |       |       |       |          |
| 43 | 50-54  | 28          |       |       |       |       |          |
| 4 | 45-49  | 12          |       |       |       |       |          |
| 20 | 40-44  | 8           |       |       |       |       |          |
| 24 | 35-39  | 20          |       |       |       |       |          |
| 0 | 30-34  | 12          |       |       |       |       |          |
| 16 | 25-29  | 4           |       |       |       |       |          |
| 20 | 20-24  | 16          |       |       |       |       |          |
| 0 | 15-20  | 8           |       |       |       |       |          |
| 4 | 10-14  | 16          |       |       |       |       |          |
| 8 | 5-9    | 24          |       |       |       |       |          |
| 4 | 0-4    | 20          |       |       |       |       |          |

## Економіка
2010 року серед 245 осіб працездатного віку (15—64 років) 183 були активними, 62 — неактивними (показник активності 74,7%, у 1999 році було 69,2%). З 183 активних мешканців працювало 167 осіб (88 чоловіків та 79 жінок), безробітними було 16 (8 чоловіків та 8 жінок). Серед 62 неактивних 18 осіб було учнями чи студентами, 32 — пенсіонерами, 12 були неактивними з інших причин.

У 2010 році в муніципалітеті числилось 152 оподатковані домогосподарства, у яких проживали 406,0 особи, медіана доходів виносила 16 297,5 євро на одного особоспоживача